# Моррісон (Теннессі)
Моррісон (англ. Morrison) — місто (англ. town) в США, в окрузі Воррен штату Теннессі. Населення — 733 особи (2020).

## Географія
Моррісон розташований за координатами 35°36′17″ пн. ш. 85°54′43″ зх. д. / 35.60472° пн. ш. 85.91194° зх. д. (35.604719, -85.912057).  За даними Бюро перепису населення США в 2010 році місто мало площу 7,06 км², уся площа — суходіл.

## Демографія
Згідно з переписом 2010 року, у місті мешкали 694 особи в 258 домогосподарствах у складі 175 родин. Густота населення становила 98 осіб/км².  Було 290 помешкань (41/км²).
Расовий склад населення:
| - 77,7 % — білих - 5,8 % — чорних або афроамериканців - 14,4 % — осіб інших рас |

До двох чи більше рас належало 2,2 %. Частка іспаномовних становила 16,9 % від усіх жителів.
За віковим діапазоном населення розподілялося таким чином: 30,0 % — особи молодші 18 років, 57,2 % — особи у віці 18—64 років, 12,8 % — особи у віці 65 років та старші. Медіана віку мешканця становила 33,0 року. На 100 осіб жіночої статі у місті припадало 92,2 чоловіків;  на 100 жінок у віці від 18 років та старших — 91,3 чоловіків також старших 18 років.
Середній дохід на одне домашнє господарство  становив 35 244 долари США (медіана — 28 594), а середній дохід на одну сім'ю — 40 667 доларів (медіана — 34 333). Медіана доходів становила 25 104 долари для чоловіків та 33 194 долари для жінок. За межею бідності перебувало 40,3 % осіб, у тому числі 61,6 % дітей у віці до 18 років та 21,4 % осіб у віці 65 років та старших.
Цивільне працевлаштоване населення становило 210 осіб. Основні галузі зайнятості: виробництво — 27,6 %, освіта, охорона здоров'я та соціальна допомога — 12,4 %, будівництво — 11,4 %.